# MacGyver (serie de televisión de 2016)
MacGyver es una serie de televisión estadounidense de acción y aventuras desarrollada por Peter M. Lenkov y protagonizada por Lucas Till como Angus MacGyver. Es un reinicio de la serie de ABC del mismo nombre creado por Lee David Zlotoff, que se emitió desde 1985 hasta 1992. La serie se estrenó el 23 de septiembre de 2016 en la CBS.
El 17 de octubre de 2016, la CBS ordenó una temporada completa de 21 episodios. El 23 de marzo de 2017, la CBS renovó la serie para una segunda temporada, que se estrenó el 29 de septiembre de 2017.
El 18 de abril de 2018, la CBS renovó la serie para una tercera temporada, la cual se estrenó el 28 de septiembre de ese año.
El 9 de mayo de 2019, la CBS renovó la serie para una cuarta temporada que se estrenó el 7 de febrero de 2020. Aunque la CBS ordenó una temporada completa de 22 capítulos, debido a la pandemia mundial de COVID-19 estos se redujeron a 20. El 8 de mayo de 2020 se transmitió el capítulo 13, siendo el último emitido hasta la fecha; los restantes 7 episodios anunciados (que ya fueron grabados) se emitirán en una fecha posterior. En mayo de 2020 la CBS lo renovó para una quinta temporada

## Sinopsis
Angus MacGyver, también llamado Mac, es un agente secreto de una organización del gobierno de Estados Unidos, donde usa su talento extraordinario para resolver problemas y su amplio conocimiento de la ciencia para salvar vidas. "Con las habilidades que están limitadas solamente por su creatividad, Mac salva el día utilizando clips de papel en lugar de pistolas, velas de cumpleaños en vez de bombas, y goma de mascar en lugar de armas."

## Reparto

### Principal
- Lucas Till como Angus «Mac» MacGyver.
- George Eads como Jack Dalton.
- Tristin Mays como Riley Davis.
- Justin Hires como Wilt Bozer.
- Meredith Eaton como Matilda «Matty» Webber.

### Recurrente
- William Baldwin como Elwood Davis.
- Tate Donovan como James MacGyver.
- Reign Edwards como Leanna Martin.
- Levy Tran como Desiree "Desi" Nguyen.

### Invitados
- Peter Weller como Elliot Mason
- Chad Michael Collins como Teniente Robert Reese; (Amigo de MacGyver).
- Presilah Nunez como Agente de la ATF Maria Ramirez con K-9 de ATF; (Amiga de MacGyver).
- Michael Des Barres como Nicholas Helman.
- Brendan Hines como Ethan Raines; (exesposo de Matty).
- Lance Gross como Billy Colton.
- Sheryl Lee Ralph como Mama Colton.
- David Dastmalchian como Murdoc.

### Anteriores
- Isabel Lucas como Samantha Cage.
- Sandrine Holt como Patricia Thornton.
- Tracy Spiridakos como Nikki Carpenter.
- Amy Acker como Sarah Adler.
- Kate Bond como Jill Morgan.

## Episodios
| Temporada | Temporada | Episodios | Emisión original         | Emisión original    | Emisión en España       | Emisión en España  | Emisión en Latinoamérica | Emisión en Latinoamérica |
| Temporada | Temporada | Episodios | Primera emisión          | Última emisión      | Primera emisión         | Última emisión     | Primera emisión          | Última emisión           |
| --------- | --------- | --------- | ------------------------ | ------------------- | ----------------------- | ------------------ | ------------------------ | ------------------------ |
|           | 1         | 21        | 23 de septiembre de 2016 | 14 de abril de 2017 | 24 de octubre de 2016   | 22 de mayo de 2017 | 26 de octubre de 2017    | 17 de mayo de 2018       |
|           | 2         | 23        | 29 de septiembre de 2017 | 4 de mayo de 2018   | 15 de noviembre de 2017 | 30 de mayo de 2018 | 24 de mayo de 2018       | 25 de octubre de 2018    |
|           | 3         | 22        | 28 de septiembre de 2018 | 10 de mayo de 2019  | 8 de octubre de 2018    | —                  | 4 de julio de 2019       | 26 de septiembre de 2019 |
|           | 4         | 13        | 7 de febrero de 2020     | 8 de mayo de 2020   | —                       | —                  | —                        | —                        |
|           | 5         | 15        | 4 de diciembre de 2020   | 30 de abril de 2021 | —                       | —                  | —                        | —                        |

## Producción

### Desarrollo
En octubre de 2015 el productor ejecutivo de la serie original, Henry Winkler, firmó un contrato para producir un reinicio de la serie con James Wan y R. Scott Gemmill para la CBS, que posee los derechos de MacGyver tras haberlos adquiridos de Paramount Television. En febrero de 2016 se anunció que la producción de la CBS tenía luz verde, con un episodio piloto escrito por Paul Downs Colaizzo y dirigido por Wan. Wan abandonó la dirección debido a conflictos de programación y fue reemplazado por David Von Ancken.
En mayo de 2016, se confirmó que el cocreador y productor ejecutivo Peter M. Lenkov de la serie original serviría como el productor ejecutivo. El 18 de mayo de 2016, la CBS estrenó el primer tráiler de la nueva serie.
En junio de 2016, la CBS desechó el piloto original y Wan dirigió un nuevo episodio piloto, finalmente estrenado el 23 de septiembre.

### Casting
En marzo de 2016, Lucas Till fue anunciado como el nuevo MacGyver, Joshua Boone como Gunner, el mejor amigo de MacGyver de la escuela secundaria, junto con el exestrella de CSI George Eads como Jack Dalton, que originalmente fue nombrado Lincoln, un hombre que podría ser fácilmente escrito como un teórico excéntrico de la conspiración, pero es un empleado del gobierno legítimo con gran capacidad de compasión. Más adelante se unieron Addison Timlin como Mickey, un desarrollador de aplicaciones que es agresivo progresivo en sus opiniones políticas pero que tiene un punto blando para MacGyver, y Michelle Krusiec como la agente Croix, hermana de Dalton que trabaja para el departamento de la Seguridad del Homeland. Sin embargo, el piloto original con este lanzamiento fue desechado por la CBS en junio de 2016 – un nuevo episodio piloto fue ordenado con sólo Till y Eads del reparto original continuando a la versión revisada del show.
Al mismo tiempo que el nuevo piloto fue ordenado, Justin Hires fue elegido como Wilt Bozer, compañero de habitación de MacGyver. En julio de 2016, Variety informó que Sandrine Holt había sido elegida como Patricia Thornton, una exagente de campo que ahora es director de operaciones para el Departamento de Servicios Externos, y que Tristin Mays fue elegida como Riley Davis, una hacker informática.

## Recepción

### Respuesta crítica
MacGyver ha recibido mayormente críticas negativas de los críticos de televisión, muchas comparándola pobremente con la serie original y algunas alabando y criticando a la CBS por haberlo convertido en un show actualizado. Variety escribió: "La actuación de Lucas Till como personaje principal pierde completamente la marca: incluso cuando MacGyver explica los artilugios que construye sobre la marcha a través de locuciones. La escritura no ayuda — el guion piloto está lleno de esquemas tontos de la trama y líneas dolorosamente cursis — pero no hay forma de evitar el hecho de que la nueva versión del personaje tiene muy poco atractivo... George Eads hace lo que puede para darle un poco de energía al equipo de espías de MacGyver, pero es un esfuerzo inútil. MacGyver puede saber mucho sobre química, pero este equipo inmemorable no tiene ninguna."

### Premios y nominaciones
| Año  | Premación                 | Categoría                                                                   | Candidato(s) | Resultado | Ref.   |
| ---- | ------------------------- | --------------------------------------------------------------------------- | ------------ | --------- | ------ |
| 2017 | People's Choice Awards    | Favorite New TV Drama                                                       | MacGyver     | Nom       | [ 22 ] |
| 2017 | Creative Arts Emmy Awards | Outstanding Stunt Coordination for a Drama Series, Limited Series, or Movie | Jeff Wolfe   | Nom       | [ 23 ] |